# Nora (nome)
Nora  è un nome proprio di persona italiano femminile.

## Varianti
- Alterati: Norina[2]

### Varianti in altre lingue
- Albanese: Nora
- Bulgaro: Нора (Nora, scritto in caratteri cirillici)
- Ceco: Nora
- Danese: Nora[2]
- Finlandese: Noora[2]
- Inglese: Nora[2], Norah[2]
  - Alterati: Norene[2], Noreen[2]
  - Ipocoristici: Nonie[2]
- Irlandese: Nora[2][5], Nóra[2], Norah[2]
  - Alterati: Norene[2], Noreen[2], Nóirín[2]
- Limburghese: Noor[2], Noortje[2]
- Norvegese: Nora[2]
- Olandese: Nora[2], Noor[2], Noortje[2]
- Slovacco: Nora
- Svedese: Nora[2]
- Tedesco: Nora[2]
- Ungherese: Nóra[2]

## Origine e diffusione

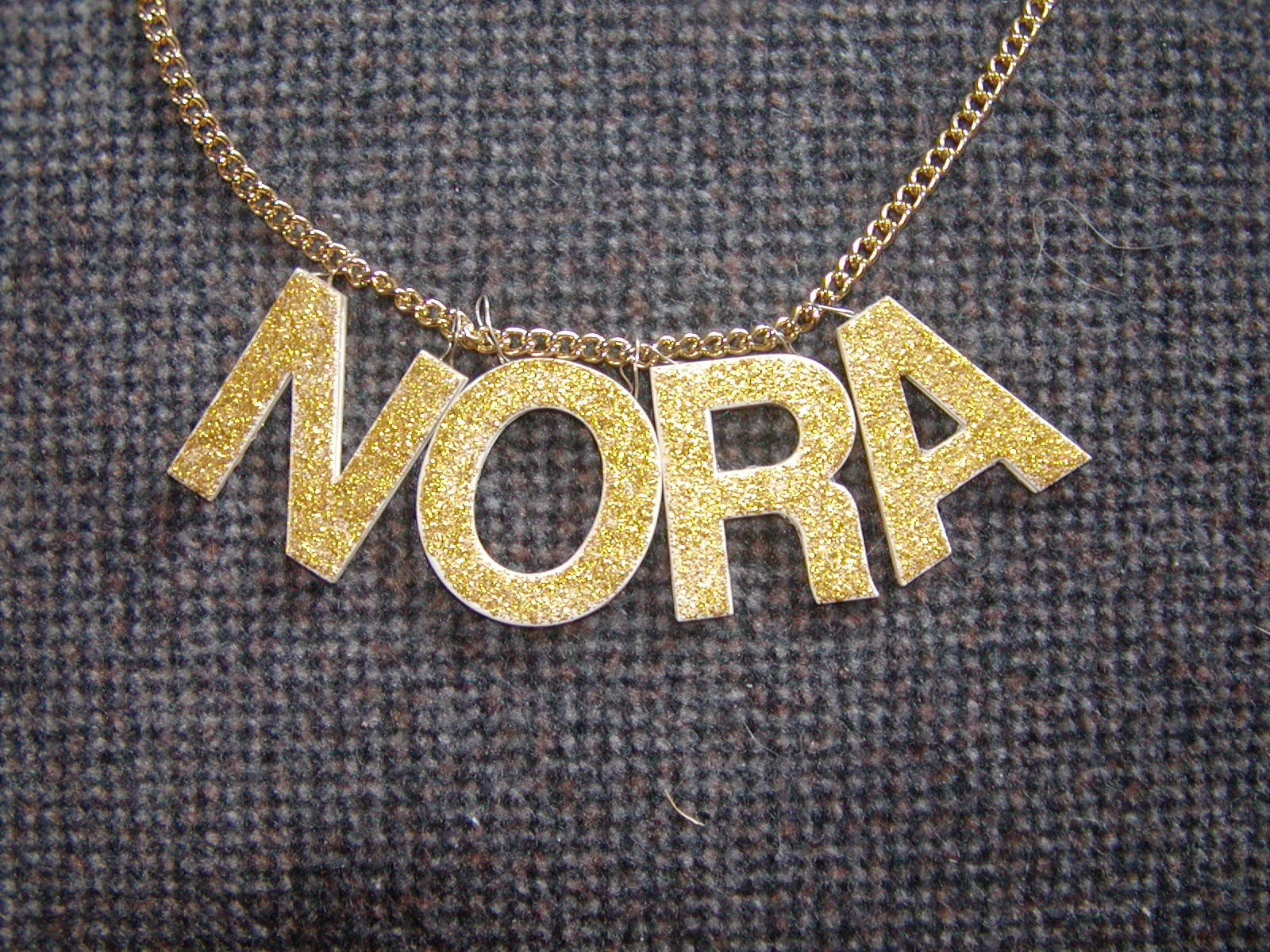
Una collana riportante il nome di Nora, simile a quella indossata dal cantante Thomas Anders dei Modern Talking.

È un ipocoristico, che spesso diviene nome indipendente, di altri nomi contenenti l'elemento -nora, principalmente Eleonora ma anche Onora, Dianora, Nicanora e via dicendo; è stato reso celebre dalla protagonista del dramma di Ibsen Casa di bambola, un'opera pionieristica nel suo affermare l'emancipazione della donna.
Va notato che l'ipocoristico inglese Nonie è condiviso anche col nome Ione.

## Onomastico
L'onomastico si festeggia lo stesso giorno del nome di cui costituisce un derivato.

## Persone

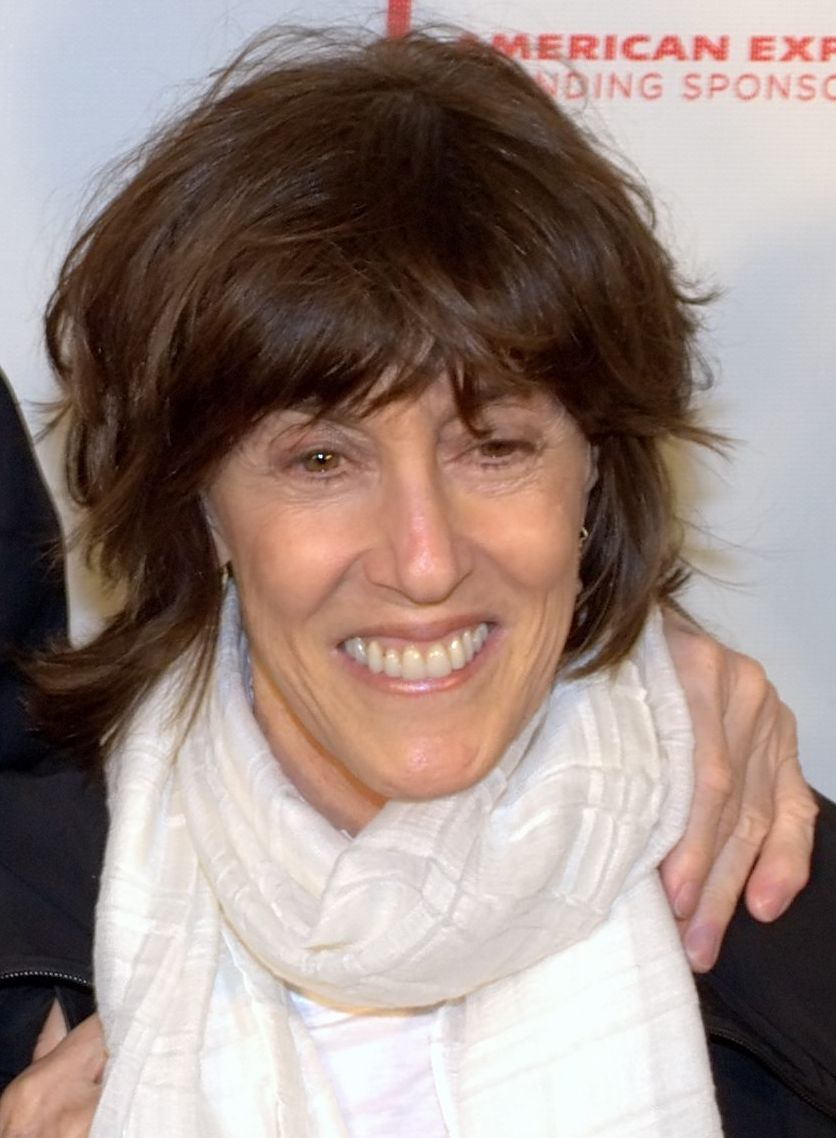
Nora Ephron

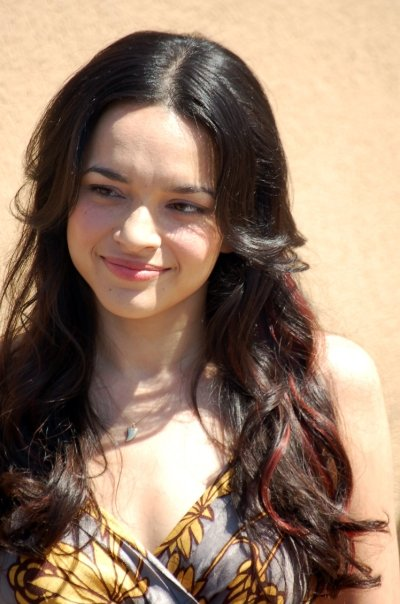
Norah Jones

- Nora Arnezeder, attrice e cantante francese
- Nora Aunor, attrice e cantante filippina
- Nora Barnacle, moglie di James Joyce
- Nora Ephron, regista, produttrice cinematografica, sceneggiatrice e scrittrice statunitense
- Nora Greenwald, wrestler statunitense
- Nora Gregor, attrice austriaca
- Nora Heysen, pittrice australiana
- Nora Istrefi, cantante kosovara
- Nora Lafi, storica francese
- Nora Miao, attrice hongkonghese
- Nora-Jane Noone, attrice irlandese
- Nora Orlandi, cantante, compositrice e pianista italiana
- Nora Ricci, attrice italiana
- Nora Roberts, scrittrice statunitense
- Nora Tschirner, attrice tedesca
- Nora von Collande, attrice tedesca
- Nora Zehetner, attrice statunitense

### Variante Norah
- Norah Aiton, architetta britannica
- Norah Baring, attrice britannica
- Norah Flatley, ginnasta statunitense
- Norah Jones, cantautrice, pianista e attrice statunitense
- Norah O'Donnell, giornalista statunitense

### Altre varianti
- Nóra Barta, tuffatrice ungherese
- Noreen Gammill, attrice e doppiatrice statunitense
- Noreena Hertz, economista britannica
- Noora Räty, hockeista su ghiaccio finlandese
- Nóra Simóka, pentatleta ungherese
- Norina Trombini, partigiana italiana

## Il nome nelle arti
- Nora è un personaggio del romanzo di Massimo Bontempelli Gente nel tempo.
- Nora Chance è un personaggio del romanzo di Angela Carter Figlie sagge.
- Nora Clayton è un personaggio della serie televisiva Revolution.
- Nora Dammann è un personaggio della soap opera Tempesta d'amore.
- Nora Davis è un personaggio del film del 1963 La ragazza che sapeva troppo, diretto da Mario Bava.
- Nora Fries, nota anche come Lazara, è un personaggio immaginario dei fumetti DC Comics.
- Nora Helmer è un personaggio del dramma di Henrik Ibsen Casa di bambola.
- Nora Huntington è un personaggio della serie televisiva Desperate Housewives.
- Nora Krank è un personaggio del film del 2004 Fuga dal Natale, diretto da Joe Roth.
- Nora Shard è un personaggio del film del 1919 A Society Exile, diretto da George Fitzmaurice.
- Nora Shepherd è un personaggio del film del 1995 Jumanji diretto da Joe Johnston, e dell'omonima serie animata da esso tratta.
- Nora Van Weyden è un personaggio della soap opera La strada per la felicità.
- Nora Wakeman è un personaggio della serie animata My Life as a Teenage Robot.
- Nora Walker è un personaggio della serie televisiva Brothers & Sisters - Segreti di famiglia.
- Noora Sætre è un personaggio della webserie norvegese Skam.
- Nora Thunderman è un personaggio della sitcom I Thunderman.
- Nora è un personaggio della serie televisiva Luna Park.